# Općina Komen
Općina Komen (slo.:Občina Komen) je općina u zapadnoj Sloveniji u pokrajini Primorskoj i statističkoj regiji Obalno-kraškoj. Središte općine je naselje Komen sa 604 stanovnikom. 

## Zemljopis
Općina Komen nalazi se na zapadu Slovenije, u tršćanskom zaleđu na granici s Italijom.

## Naselja u općini
Brestovica pri Komnu, Brje pri Komnu, Coljava, Divči, Dolanci, Čehovini, Čipnje, Gabrovica pri Komnu, Gorjansko, Hruševica, Ivanji Grad, Klanec pri Komnu, Kobdilj, Kobjeglava, Koboli, Kodreti, Komen, Lisjaki, Lukovec, Mali Dol, Nadrožica, Preserje pri Komnu, Rubije, Sveto, Šibelji, Škofi, Škrbina, Štanjel,  Tomačevica, Trebižani, Tupelče, Vale, Večkoti, Volčji Grad, Zagrajec

## Vanjske poveznice
- Službena stranica općine